# Jian'ou
Jian'ou (chinois : 建瓯市 ; pinyin : Jiàn'ōu shì ; litt. « municipalité de Jian'ou »), autrefois Jianning ou Kienning, est une ville-district de la province du Fujian en Chine. Elle s'est appelée Jianzhou (建州, lit. préfecture de Jian) ou aussi Zhicheng (芝城, lit. Ville de Zhi) dans les temps anciens. Elle est placée sous la juridiction de la ville-préfecture de Nanping.

## Histoire
Jian'ou fut historiquement le centre de l'une des premières régions développées de la province du Fujian. Elle fut longtemps le siège des gouvernements anciens dans le nord de la province, devint deux fois la ville principale de la région ancienne du Fujian et fut même capitale d'un ancien État. Elle était devenue un centre commercial et culturel avant la dynastie Qing. Cependant, la ville fut détruite au cours des guerres qui se sont déroulées au début de cette dynastie, ce qui entraîna son déclin. Après la Libération, en raison du déplacement du centre régional et des mauvaises conditions de transport, Jian'ou est devenue une ville de moindre importance dans la région.

## Géographie et climat
Avec une superficie de 4 233,13 km², elle est la plus vaste ville-district du Fujian.
La température moyenne annuelle y est de 19,3 °C, et les précipitations de 1 600 à 1 800 mm.

## Démographie
La population du district était de 511 816 habitants en 1999, et était évaluée à 517 000 habitants en 2007, ce qui en fait la ville la plus peuplée du nord de la province.

## Culture

### Linguistique
On y parle un dialecte de la langue minbei des langues min. Cette langue possède une méthode de romanisation créée par les missionnaires chrétiens britanniques, appelée Kienning Colloquial Romanized, Kienning, étant un ancien nom de cette ville-préfecture.

### Patrimoine

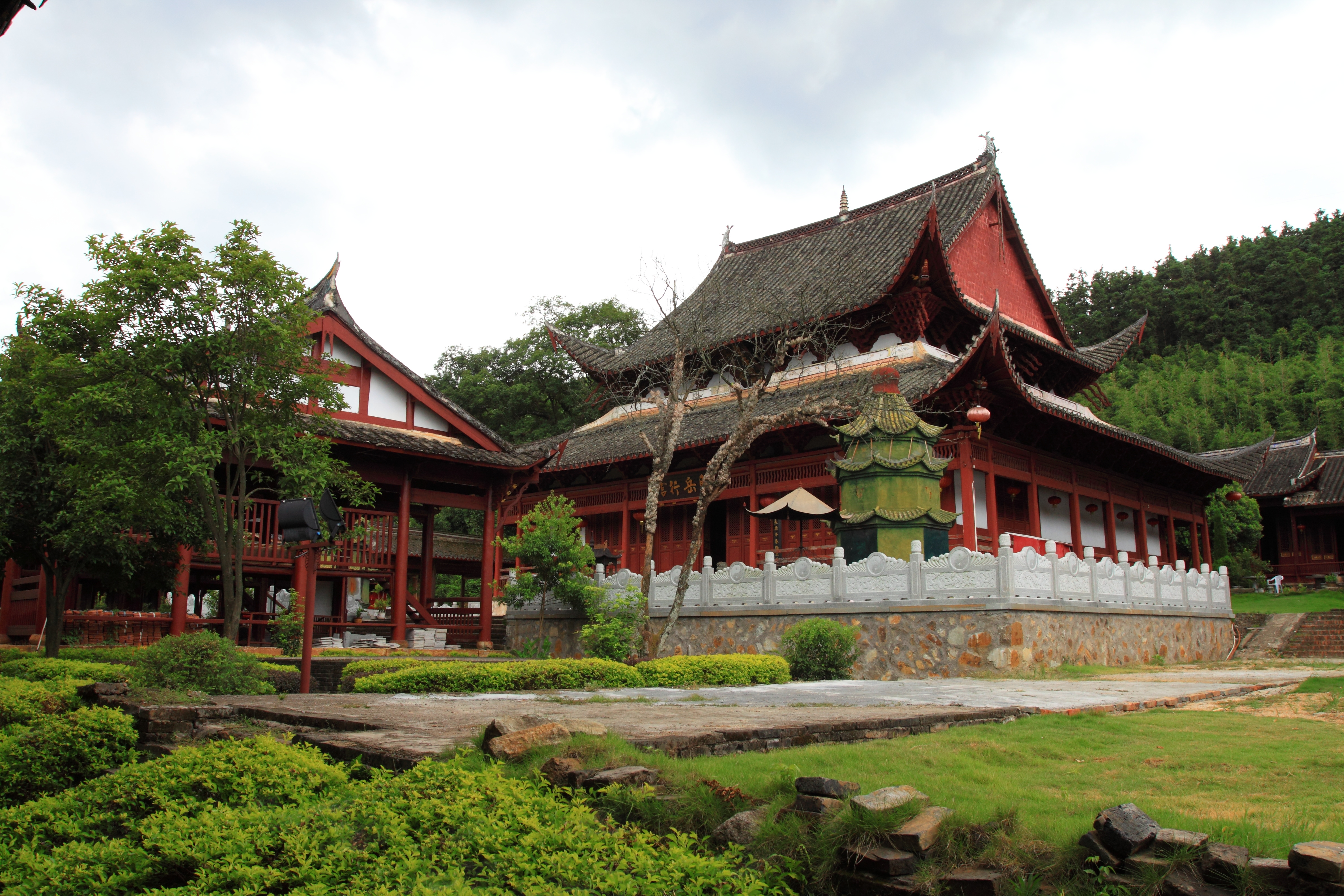
Le monastère Dongyue

Le monastère Dongyue, datant de la dynastie Qing. Il est classé sur la liste des sites historiques et culturels majeurs protégés au niveau national.

## Faits de société
Selon la Laogai Research Foundation, une mine de charbon y servirait de laogai (« camp de rééducation par le travail »).

## Économie
On y exploite divers métaux, notamment le fer, le cuivre, le plomb, le zinc, etc.
Les produits agricoles principaux sont le thé wūlóng chá (thé « dragon noir »), les châtaignes, les oranges, le bambou et le turion de bambou. Les forêts de bambou y couvrent 826,7 km2.